# Stolemberg
Lo Stolemberg o Stolenberg (pron. ted. AFI: [ʃtoːlənbɛɐ̯k]; in Greschòneytitsch, Stolenbéerg - 3.202 m s.l.m.) è una montagna del massiccio del Monte Rosa nelle Alpi Pennine.

## Caratteristiche

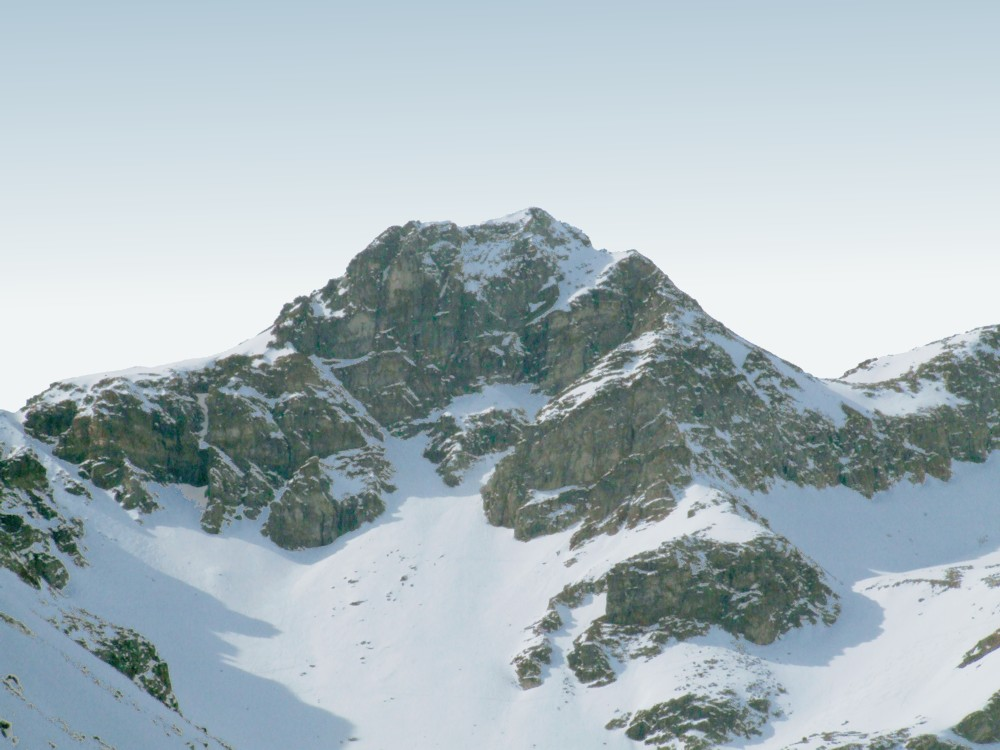
Vista da nord

La montagna si trova in territorio italiano lungo lo spartiacque che scendendo dalla Ludwigshöhe divide l'alta valle del Lys dall'alta Valsesia. Il Passo dei Salati lo separa a sud dal Corno del Camoscio, mentre a nord il crinale prosegue con la Bocchetta delle Pisse, che divide lo Stolemberg dalla Punta Indren.  La prominenza topografica dello Stolemberg è di 57 m.

## Salita alla vetta
Lo Stolemberg è un tremila di rapido accesso, in particolare se si utilizzano gli impianti di risalita che raggiungono il Passo dei Salati, sia con partenza da Alagna Valsesia che dalla Valle del Lys. Dal valico si può salire sulla cima della montagna con un itinerario alpinistico considerato di difficoltà F.

## Punti di appoggio
- Rifugio Città di Mantova
- Capanna Gnifetti

## Cartografia
- Cartografia ufficiale italiana in scala 1:25.000, Istituto Geografico Militare. - Firenze
- Navigatore Cartografico SCT (3.14.0), su geonavsct.partout.it, Regione Autonoma Valle d'Aosta. URL consultato il 17 settembre 2021 (archiviato dall'url originale il 16 maggio 2019).
- Carta IGC in scala 1:50.000 n. 10 Monte Rosa, Alagna e Macugnaga - Torino